# Gräfensteiner Land
Das Gräfensteiner Land ist eine Landschaft in der Pfalz im deutschen Bundesland Rheinland-Pfalz. Es ist nahezu deckungsgleich mit der Verbandsgemeinde Rodalben.

## Lage und Umgrenzung
Das Land liegt im Südwesten des Pfälzerwaldes nordöstlich von Pirmasens und ist Bestandteil des Naturparks Pfälzerwald, der hier eine Meereshöhe von 550 Metern nicht überschreitet. Zentrales Fließgewässer ist die Rodalb, die dort von rechts die Merzalbe aufnimmt. Umgrenzt wird das Gebiet im Westen durch die Landesstraßen 482 nach Pirmasens, Rodalben und den Fluss Schwarzbach bis Waldfischbach-Burgalben. Im Osten bildet die Wieslauter den natürlichen Abschluss. Somit verläuft die Pfälzische Hauptwasserscheide mitten durch die Region. Südlich begrenzt die Bundesstraße 10 das Gräfensteiner Land.
Markante Berge sind der Kippkopf (522,3 m), der Winschertberg (521 m), der Wartenberg (509 m), das Behängtköpfel (473 m), der Bauwalder Kopf und der Schloßberg (437 m).
Nördlich schließt sich das pfälzische Holzland an, östlich die Frankenweide, südöstlich das Dahner Felsenland, südlich der Südwestliche Pfälzerwald, nordwestlich die Sickinger Höhe und südwestlich das Zweibrücker Hügelland.

## Geschichte
Der Name „Gräfensteiner Land“ leitet sich von der Burg Gräfenstein bei Merzalben her. Ihr Herrschaftsgebiet, für das sich im Lauf der Zeit diese Bezeichnung einbürgerte, bildete bis Ende des 18. Jahrhunderts eine Exklave der Markgrafschaft Baden.

## Tourismus
Der Tourismus im Gräfensteiner Land wird in erster Linie durch das Wandern geprägt. Ein gut ausgebautes Wanderwegenetz führt zu markanten Buntsandstein-Felsen und zahlreichen Sehenswürdigkeiten wie der Burg Gräfenstein bei Merzalben und dem Luitpoldturm. Der Fernwanderweg Nahegau-Wasgau-Vogesen und der Prädikatswanderweg Pfälzer Waldpfad führen beide durch das Gräfensteiner Land. Hinzu kommt außerdem der Rodalber Felsenwanderweg.
Der Pfälzerwald-Verein betreibt mit dem Hilschberghaus bei Rodalben, der Gräfensteinhütte bei Merzalben und der Fritz-Claus-Hütte bei Münchweiler innerhalb der Region drei Wanderhütten. Nicht mehr in seinem Besitz befindet sich die Hollertal-Hütte bei Clausen.

## Sehenswürdigkeiten
Vor allem um Rodalben befinden sich mehrere markante Felsformationen wie beispielsweise der Bruderfelsen. In diesem Bereich ist ebenso die Bärenhöhle anzutreffen. Bei Merzalben befindet sich das Gipfelplateau Wartenberger Kopf.

## Wirtschaft
Wirtschaftliches Zentrum der Region ist die Stadt Rodalben, die laut Landesplanung Grundzentrum eingestuft ist. Im 19. und 20. Jahrhundert war die Schuhindustrie der bedeutende Wirtschaftsfaktor der Region. Mit deren Abwärtstrend ab 1970 setzte ein Bevölkerungsrückgang ein.

## Verkehr
Die Bahnstrecke Landau–Rohrbach verläuft zwischen Pirmasens Nord und Hinterweidenthal durch das Gräfensteiner Land. Dabei passiert sie den Münchweiler Tunnel und den Neuhof-Tunnel.

## Weblink
- Touristeninformation der Stadt Rodalben